# Salvador Sedó Llagostera
Salvador Sedó Llagostera (Reus, 15 de gener de 1900 - 1991) va ser un periodista i polític català.
Va estudiar al Col·legi de Sant Pere Apòstol de la congregació dels Fills de la Sagrada Família, conegut com «els padres». De jove, amb 16 anys, va col·laborar als diaris locals Foment i Diario de Reus, sobretot en el segon, més afí a les seves idees conservadores. Afiliat a la Lliga Regionalista, s'interessava pels esports, i va ser un dels fundadors de Gol: revista d'esports il·lustrada, que va sortir durant els anys 1923 i 1924, potser la millor que s'ha publicat a Reus sobre esports. El 1928 va formar part també del grup fundador de Color: ilustración quincenal, que va sortir durant aquell any. Proper a Unión Patriótica, durant la República va col·laborar amb Acció Catalana, però després es va acostar a la CEDA. Va afiliar-se a la Falange des del primer moment i el 1942 era «Delegado provincial de prensa y propaganda del Movimiento», any en què va voler ressuscitar el Diari de Reus sota els auspicis de la Falange. El 1944 va ser nomenat director de Radio Reus, l'emissora local, que aviat va ser comprada per la cadena SER, càrrec que va mantenir fins a la seva jubilació l'any 1969. Treballava professionalment en el ram de les assegurances. Interessat pels temes reusencs, va publicar a la Revista del Centro de Lectura, durant la postguerra, diversos articles sobre història local, i l'Ajuntament li va fer imprimir alguns opuscles sobre Sant Bernat Calbó i Marià Fortuny. Va col·laborar a la Revista Signo, de les Joventuts d'Acció catòlica, impresa a Burgos, i al Boletín Arqueológico de la Societat Arqueològica Tarraconense. Va ser pregoner de la Festa Major de Reus els anys 1959 i 1966. Era el pare de Salvador Sedó i Marsal.